# United International Enterprises
United International Enterprises Limited er et børsnoteret holdingselskab.
Virksomheden er registreret på Malta og handles i danske kroner igennem Nasdaqs børs i Danmark.
Den har fokus på vegetabilsk olie gennem investering i United Plantations, der har plantager i Malaysia og Indonesien. Endvidere er der investeret i det svenske investeringsselskab Schörling AB. 
Nøglepersoner i koncernen er brødrene Carl Bek-Nielsen og Martin Bek-Nielsen.
Storaktionær i virksomheden er Brothers Holding Ltd.

## Henvsninger
1. ↑  http://uie.dk/uie-in-brief/